# Маргарет Атвуд
Маргарет Атвуд (енгл. Margaret Atwood; Отава, 18. новембар 1939) канадска је песникиња, списатељица, књижевна критичарка, есејисткиња и еколошка активисткиња.
Њен књижевни опус обрађује различите теме укључујући род и идентитет, религију и митове, моћ језика, климатске промене и „политику моћи“. Многе њене песме инспирисане су митовима и бајкама који су је занимале од малена. Позната је по канадском национализму и по феминизму.
Атвуд је оснивач награде за поезију Грифин и Writers' Trust of Canada. Она је такође виши сарадник на Мејзи Колеџу у Торонту и проналазач LongPen уређаја и повезаних технологија које олакшавају даљинско роботско потписивање докумената.

## Биографија
Атвуд је рођена у Отави, Онтарио, Канада, као друго од троје деце Карла Едмунда Атвуда, ентомолога, и Маргарет Дороти (девојачко Килам), бившег нутриционисте из Вудвила, Нова Шкотска. Због очевог истраживања шумске ентомологије, Атвуд је већи део свог детињства провела у забити северног Квебека, и путовала је између Отаве, Су Сент Мари и Торонта.
Није редовно похађала школу све док није имала 12 година. Постала је страсни читалац различите књижевности, мистерија, бајки браће Грим, канадских прича о животињама и стрипова. Похађала је средњу школу Лисајде у Торонту где је дипломирала 1957. Атвуд је почела да пише драме и песме са 6 година
Као дете, такође је учествовала у Брауновом програму Girl Guides of Canada. Атвуд је писала о својим искуствима у овој организацији у неколико својих публикација.
Она је схватила да жели да пише професионално када је имала 16 година. Током 1957. почела је да студира на Викторија колеџу на Универзитету у Торонту, где је објављивала песме и чланке у Acta Victoriana, факултетском књижевном часопису, и учествовала у позоришној традицији друге године The Bob Comedy Revue. Међу њеним професорима били су Џеј Мекферсон и Нортроп Фрај. Дипломирала је 1961. године са дипломом енглеског језика (са одликом) и дипломирала филозофију и француски језик.
Године 1961, Атвуд је започела постдипломске студије на Редклиф колеџу на Универзитету Харвард; добијала је Вудро Вилсон стипендију. Магистрирала је на Редклифу 1962. године и две године је била на докторским студијама, али није довршила дисертацију Енглеска метафизичка романса.
Иако је најпознатија по својим романима, књижевни опус Атвудове такође обухвата поезију, збирке кратких прича, књиге за децу и књижевне критике.
Одликована је највишим књижевним наградама Канаде. Добитница је француског ордена Легије части. Лондонски „Сандеј Тајмс“ доделио јој је своју највишу награду. Шест пута је била у најужем избору за награду Букер, коју је освојила двапут — за роман Слепи убица из 2000. и Сведочанства из 2019. године. Међународну књижевну награду „Франц Кафка” добила је 2017. године.

## Теме и културни контекст
Њен допринос теоријским поставкама канадског идентитета привукао је пажњу јавности, како у Канади тако и на међународном нивоу. Њено главно дело књижевне критике, Survival: A Thematic Guide to Canadian Literature, сматра се донекле застарелим, али остаје стандардни увод у канадску књижевност у програмима канадских студија на међународном нивоу. Писац и академик Џозеф Пивато критиковао је континуирано поновно штампање те књиге, наводећи да је то медвеђа услуга студентима канадске књижевности која сужава погледе.
У књизи Survival, Атвуд постулира да је канадска књижевност, а тиме и канадски идентитет, окарактерисана симболом опстанка, преживљавања. Овај симбол је изражен у свеприсутној употреби „положаја жртве“ у канадској књижевности. Ове позиције представљају скалу самосвести и самоактуализације жртве у односу „победник/жртва“. „Победник“ у овим сценаријима могу бити други људи, природа, дивљина или други спољашњи и унутрашњи фактори који тлаче жртву. Етвудово преживљавање носи утицај теорије Нортропа Фраја о менталитету гарнизона ; Атвуд користи Фрајев концепт канадске жеље да се огради од спољног утицаја као критичко средство за анализу канадске књижевности. Према њеним теоријама у делима као што су Survival и њеном истраживању сличних тема у својој фикцији, Етвуд сматра канадску књижевност изразом канадског идентитета. Према овој литератури, канадски идентитет је дефинисан страхом од природе, историјом насељеника и неупитном приврженошћу заједници. У интервјуу са шкотским критичарем Билом Финдлејем 1979. године, Атвуд је расправљала о односу канадских писаца и писања спрам „империјалних култура“ Сједињених Америчких Држава и Уједињеног Краљевства.
Атвудов допринос теоретизирању о Канади није ограничен само на њене нефикцијске радове. Неколико других дела, укључујући The Journals of Susanna Moodie, Alias Grace, The Blind Assassin, Surfacing, су примери онога што постмодерна теоретичарка књижевности Линда Хатчеон назива „ историографском метафикцијом“. У таквим делима Етвуд експлицитно истражује однос историје и наратива и процесе стварања историје.
Међу њеним доприносима канадској књижевности, Атвуд је оснивач и оснивач Грифинове награде за поезију, као и оснивач Writers' Trust of Canada, непрофитне књижевне организације која настоји да подстакне канадску књижевну заједницу. Назвала је Мону Авад, канадског романописца и писца кратких прича, својим „књижевним наследником“.
Рад Маргарет Атвуд је привлачио феминистичке књижевне критичаре, упркос њене спорадичне неспремности повремено да примени ознаку „феминистичка“ за своја дела. Почевши од објављивања њеног првог романа The Edible Woman, Атвуд је тврдила: „Не сматрам га феминистичким; само соцреалистичким“.
Атвуд се одупирала сугестији да су Слушкињина прича и Антилопа и косац научна фантастика, сугеришући Гардијану 2003. да су дела спекулативна фантастика: „Научна фантастика има чудовишта и свемирске бродове.“
Атвуд у књигама и другим делима више пута износи запажања о односима људи и животиња. Велики део дистопије коју Атвуд ствара у Антилопа и косац тиче се генетске модификације и измене животиња и људи, што доводи до хибрида као што су голубови, ракункови, волвогови и крекери, што поставља питања о границама и етици науке и технологије, и на шта значи бити човек.
Атвуд је у једном интервјуу назначила да себе сматра црвеним торијевцем, рекавши да су „Торијевци били ти који су веровали да они на власти имају одговорност према заједници, да новац не би требало да буди мера свих ствари“. Такође је на Твитеру изјавила да је монархиста. На савезним изборима 2008. присуствовала је митингу за квебечки блок, митингу странке која подржава независност Квебека. У уводнику за The Globe and Mail, позвала је Канађане да гласају за било коју странку, осим за конзервативце, како би спречили да добију већину.
Етвуд је 2018. године потписала апел америчког ПЕН центра у одбрану украјинског редитеља Олега Сенцова, политичког затвореника у Русији. Атвуд се 24. фебруара 2022. бавила ратом у Украјини у време руске инвазије на Украјину и објавио линк ка фонду државне помоћи на Твитеру. Она наставља да објављује информације о рату у Украјини на друштвеним мрежама.

## Лични живот
Атвуд има сестру Рут Етвуд, рођену 1951. године, и две године старијег брата Харолда Леслија Етвуда. Тврдила је да је, према њеној баки (девојачко презиме Вебстер), да је Мери Вебстер, која је преживела линч вештица током 17. века, можда била предак: „У понедељак би моја бака рекла да јој је Мери предак, а у среду да је није... Зато бирајте сами." Вебстер је тема њене песме „Полуобешена Мери“, као и особа у посвети романа Атвудове Слушкињина прича (1985).
Атвуд се 1968. удала за Џима Полка, америчког писца, али се развела 1973. Убрзо након тога успоставила је везу са колегом романописцем Гремом Гибсоном и преселила се на фарму у близини Алистона, Онтарио, где је њихова ћерка, Елеонор Џес Етвуд Гибсон, рођена 1976.
Породица се вратила у Торонто 1980. Атвуд и Гибсон су били заједно до 18. септембра 2019, када је Гибсон преминуо након што је боловао од деменције. О Гибсону је писала у песми Dearly и у пропратном есеју о тузи и поезији објављеном у The Guardian 2020. Атвуд је рекла о Гибсону: "Он није био егоиста, тако да није био угрожен са било чим што сам радила. Рекао је нашој ћерки пред крај свог живота: 'Твоја мама би и даље била писац да није срела ме, али не би се толико забављала“.
Иако је врсна списатељица, Атвуд каже да је „ужасна у спеловању”

## Радови
Резиме библиографије
Романи
- The Edible Woman (1969)
- Surfacing (1972)
- Lady Oracle (1976)
- Живот пре човека (енгл. Life Before Man) (1979, финалиста за награду Генералног гувернера)
- Телесна повреда (енгл. Bodily Harm) (1981)
- Слушкињина прича (енгл. The Handmaid's Tale) (1985, добитник награде Артур К. Кларк 1987 и награде Генералног гувернера 1985[2], финалиста за Букерову награду 1986)
- Мачије око (енгл. Cat's Eye) (1988, финалиста за награду Генералног гувернера 1988 и Букерову награду 1989)
- The Robber Bride (1993, Финалиста за награду Генералног гувернера 1994 и у ужем избору за награду Џејмса Типтрија млађег)
- Алијас Грејс (енгл. Alias Grace (1996, добитник Гилерове награде 1996, финалиста за Букерову награду 1996. године и награду Генералног гувернера 1996, у ужем избору за Оринџ награду за фикцију 1997)
- Слепи убица (енгл. The Blind Assassin) (2000, добитник Букерове награде 2000 и финалиста за награду Генералног гувернера 2000, у ужем избору за Оринџ награду за фикцију 2001)
- Антилопа и косац (енгл. Oryx and Crake) (2003, финалиста за Букерову награду 2003 и награду Генералног гувернера 2003 и у ужем избору за Оринџ награду за фикцију 2004)
- Пенелопијада (енгл. The Penelopiad) (2005, номинован за Награда митопоетичне фантастике за књижевност за одрасле 2006 и у избору за Међународну књижевну награду у Даблину 2007)
- Година потопа (енгл. The Year of the Flood) (2009, Орикс и Кларк компанија, у избору за Међународну књижевну награду у Даблину 2011)
- MaddAddam (2013) (Трећа новела у Орикс и Кларк трилогији)
- Scribbler Moon (2014; написан 2014 као део Пројекта будуће библиотеке)[54]
- The Heart Goes Last (2015)
- Ђавољи накот (енгл. Hag-Seed) (2016)
- Сведочанства (енгл. The Testaments) (2019, заједнички победник Букерове награде 2019)[55]

Збирке кратких романа
- Dancing Girls (1977, добитник награде Св. Ловренца за белетристику и награде The Periodical Distributors Канаде за кратку фантастику)
- Murder in the Dark (1983)
- Bluebeard's Egg (1983)
- Wilderness Tips (1991, финалиста за награду Генералног гувернера 1991)
- Good Bones (1992)
- Good Bones and Simple Murders (1994)
- The Labrador Fiasco (1996)
- The Tent (2006)
- Морални поремећај (енгл. Moral Disorder) (2006)
- Stone Mattress (2014)

Збирке поезије
- Двострука Персефона (енгл. Double Persephone) (1961)
- The Circle Game (1964, добитник награде Генералног гувернера 1966)[2]
- Expeditions (1965)
- Speeches for Doctor Frankenstein (1966)
- The Animals in That Country (1968)
- The Journals of Susanna Moodie (1970)
- Procedures for Underground (1970)
- Power Politics (1971)
- You Are Happy (1974) обухвата поему Song of the Worms
- Selected Poems (1976)
- Two-Headed Poems (1978)
- True Stories (1981)
- Love Songs of a Terminator (1983)
- Snake Poems (1983)[56]
- Interlunar (1984)
- Selected Poems 1966–1984 (Канада)
- Selected Poems II: 1976–1986 (САД)
- Morning in the Burned House, McClelland & Stewart (1995)
- Eating Fire: Selected Poems, 1965–1995 (UK,1998)
  - "You Begin." (1978) – како је рецитовала Маргарет Атвуд; обухвата сва три најновија издања њених „Изабраних песама“ како је горе наведено (САД, Канада, УК)
- The Door (2007)
- Dearly (2020)[57]

Е-књиге
- I'm Starved For You: Positron, Episode One (2012)
- Choke Collar: Positron, Episode Two (2012)
- Erase Me: Positron, Episode Three (2013)
- The Heart Goes Last: Positron, Episode Four (2013)
- The Happy Zombie Sunrise Home (2013) (са Наоми Олдермен)[58]

Уређене антологије
- The New Oxford Book of Canadian Verse (1982)
- The Canlit Foodbook (1987)
- The Oxford Book of Canadian Short Stories in English (1988)
- The Best American Short Stories 1989 (1989) (with Shannon Ravenel)
- The New Oxford Book of Canadian Short Stories in English (1995)

Књиге за децу
- Up in the Tree (1978)
- Anna's Pet (1980) (са Џојс К. Баркхаус)
- For the Birds (1990) (са Шели Танака)
- Princess Prunella and the Purple Peanut (1995)
- Rude Ramsay and the Roaring Radishes (2003)
- Bashful Bob and Doleful Dorinda (2006)
- Wandering Wenda and Widow Wallop's Wunderground Washery (2011);[59] инспирисано цртаном серијом званом -Wandering Wenda}- из 2016.

Нефикција
- Survival: A Thematic Guide to Canadian Literature (1972)
- Days of the Rebels 1815–1840 (1977)
- Second Words: Selected Critical Prose (1982)
- Through the One-Way Mirror (1986)
- Strange Things: The Malevolent North in Canadian Literature (1995)
- Negotiating with the Dead: A Writer on Writing (2002)
- Moving Targets: Writing with Intent, 1982–2004 (2004)
- Writing with Intent: Essays, Reviews, Personal Prose 1983–2005 (2005)
- Payback: Debt and the Shadow Side of Wealth (2008)
- In Other Worlds: SF and the Human Imagination (2011)
- On Writers and Writing (2015)

Цртежи
- Kanadian Kultchur Komix представљајући „Survivalwoman” у This Magazine под псеудонимом, Барт Герард 1975–1980
- Други се појављују на њеној веб страници.

Графичке новеле
- Angel Catbird, са Џони Кристмасом и Тамра Бонвилејном (2016)
- War Bears, са Кеном Стејсијом (2018)

Телевизијски сценарији
- The Servant Girl (1974)
- Snowbird (1981)
- Heaven on Earth (1987)

Либрети
- The Trumpets of Summer (1964) (са композитором Џоном Беквитом)
- Frankenstein Monster Song (2004, са рок бендном One Ring Zero)[60]
- „Паулина”, камерна опера у два чина, са композитором Тобином Стоксом за Сити оперу Ванкувер (2014)

Аудио записи
- The Poetry and Voice of Margaret Atwood (1977)
- Margaret Atwood Reads "Unearthing Suite" (1985)
- Margaret Atwood Reading From Her Poems (2005)
- Маргарет Атвуд као она сама у Zombies, Run, као преживели радио-оператер у темама.

Филмографија
- Она игра себе у свих 26 епизода серије The Wide World of Wandering Wenda у којој носи особене шешире који одговарају различитим темама (2017)

## Дела преведена на српски језик
- Слушкињина прича
- Пенелопијада
- Телесна повреда
- Израњање
- Мачје око
- Година потопа
- Слепи убица
- Антилопа и Косац
- Алијас Грејс
- Морални поремећај
- Ђавољи накот
- Сведочанства